# 細菌尿
細菌尿（さいきんにょう、英: Bacteriuria）とは、細菌が尿に入り込んでいる状態のことである。症状がある場合の細菌尿は、尿路感染症であり、症状がない場合は無症状細菌尿として知られている。診断は、尿検査または尿培養検査により確定する。最も一般的に見つかる尿中の細菌は大腸菌である。症状のない人への検査は推奨されない。鑑別診断には、コンタミネーションが含まれる。
一般的に、症状がある場合の治療には抗生物質が用いられる。無症状の細菌尿の場合、治療は必要ない。例外に、無症状でも妊娠中の人、腎移植をしたばかりの人、重度の膀胱尿管逆流の子供、泌尿器の手術をする人などは治療を受ける。
無症状の細菌尿は健康な中年女性の約3％にみられる。介護ホームでは高くて50％の女性、40％の男性にみられる。留置尿道カテーテルを長期間つけている人の細菌尿の確率は100%である。年間多くて10%の女性が尿路感染症に罹患しており、女性の半分は少なくとも人生で1回は感染している。